# Kostel svatého Jiří (Olší)
Kostel svatého Jiří je římskokatolický chrám v obci Olší v okrese Brno-venkov. Je chráněn jako kulturní památka České republiky.
Kostel v Olší je zmiňován již v letech 1242 a 1285. Současná stavba pochází zřejmě z 15. století a v 18. století byla barokně přestavěna. Jedná se o jednolodní chrám s trojboce zakončeným kněžištěm, loď i presbytář jsou zaklenuty křížovou chodbou. Před západním průčelí je postavena mohutná hranolová věž pevnostního charakteru.
Nedaleko kostela se nachází hřbitov.
Je farním kostelem farnosti Olší u Tišnova.